# 那波顕宗
那波 顕宗（なわ あきむね、天文17年（1548年）－天正18年10月18日（1590年11月15日））は、戦国時代後期の武将。上野国今村城主。那波宗俊の子。通称は次郎。官途名は駿河守。妻は北条高広の娘。子に安田俊広。
永禄3年（1560年）に父・宗俊が上杉謙信に居城の赤石城を落とされて降伏した際に人質として厩橋城に送られる。北条方とされた宗俊は所領を奪われて程なく没した。那波氏の所領は上杉氏に味方した由良氏（横瀬氏）に与えられていたが、天正2年（1574年）に由良氏の後北条氏への離反に直面した上杉氏は那波氏の旧領復帰を図る。だが、赤石城は由良氏の支配下にあったため、近くの今村城を取り立てて顕宗をそこに入れたという。
だが、上杉謙信の没後に始まった御館の乱で義父で厩橋城主である北条高広とともに上杉景虎を支援するが敗北、以後武田氏・滝川一益（織田氏）に従う。だが、本能寺の変後は上杉氏に復帰した義父と袂を分かって後北条氏に従い、天正11年（1583年）8月には北条高広の侵攻を受けて撃退している。
だが、天正18年（1590年）の小田原の役で後北条氏について敗れて再び所領を失い、上杉景勝を頼る。だが、同年10月に上杉軍の一員として仙北一揆の鎮圧中に戦死する。
以後の那波氏としての活動はみられず、顕宗の代で家は断絶したと見られている。
ただし那波の血は後世に残っており、顕宗の次男俊広が、上杉氏家臣で大江氏一族の安田能元の養子となり、のちに安田氏を継ぎ血脈を残している。